# Budynek przy ul. Wola Zamkowa 19 w Toruniu
Budynek przy ul. Wola Zamkowa 19 w Toruniu – dawna siedziba Urzędu Fortyfikacyjnego znajdujący się przy ul. Wola Zamkowa 19 w Toruniu. Obiekt wpisany jest do gminnej ewidencji zabytków (nr 2150).
Budynek powstał w latach 80. XIX wieku i pierwotnie był siedzibą Urzędu Fortyfikacyjnego Twierdzy Toruń. W okresie międzywojennym w gmachu mieściła się siedziba wojewody pomorskiego, natomiast w drugiej połowie latach 30. umieszczono w nim sztab 4. Dywizji Piechoty. Do 2004 roku w budynku funkcjonowało przedszkole dla dzieci pracowników wojska